# Kanthal
Kanthal es una aleación compuesta principalmente por hierro y cromo (20–30 %), aluminio (4–7,5 %). Kanthal fue desarrollado por Hans von Kantzow en Hallstahammar. En el año 1931 la compañía Kanthal AB inició su fabricación. El nombre "Kanthal" está compuesto de Kant-zow y Hal-lstahammar. La aleación tiene la propiedad de soportar altas temperaturas manteniendo una gran conductividad eléctrica. Por esto, es frecuentemente usada en hornos.
La resistividad eléctrica en temperatura ambiente de, por ejemplo, Kanthal A-1, es igual a 1.45 Ω·mm²/m (1.45·10-6 Ω·m), y es mayor por dos órdenes de magnitud que la resistividad del cobre. En 1400 °C la resistividad se incrementará en 5%.